# Time Paradox
Time Paradox (укр. Часовий парадокс) — пригодницька відеогра 1996 року в жанрі point-and-click, розроблена та випущена Flair Software для MS-DOS.

## Сюжет
Футуристичний агент, на ім'я Кей, вирушає на місію, щоб зупинити злу Морґану Ле Фей. Спочатку вона мандрує в минуле до «часів динозаврів і печерних людей», а потім перестрибує в епоху Середньовіччя, щоб знайти та врятувати чарівника Мерліна із замку Морґани та врешті-решт перемогти чаклунку.

## Розробка
Time Paradox перебувала в розробці кілька років, а вперше була публічно показана в 1993 році. Спочатку передбачалося, що гра вийде під назвою Genesis вже в першій половині 1994 року і буде створена у форматі FMV з оцифрованою графікою. Окрім версії для ПК, розробники також планували створити версії для комп'ютера Amiga та CD32.

## Огляди
Після виходу відеогра була погано прийнята ігровою пресою, зокрема отримала одну зірку з п'яти в німецькому PC Player. Вона також отримала низькі оцінки в польських журналах Gambler (48%) та Secret Service (2/10). Ретроспективно, Adventure-Archiv оцінили її на 57% у 2002 році.